# Blagaj (Szluin)
Blagaj falu Horvátországban, Károlyváros megyében. Közigazgatásilag Szluinhoz tartozik.

## Fekvése
Károlyvárostól 32 km-re délre, községközpontjától 12 km-re északra, a Kordun területén, a Korana jobb partján fekszik.

## Története
Blagaj várát, melyet a középkorban általában Toronynak (Turanj) neveztek a 15. század elején a Babonics nemzetségből való Blagaji grófok építtették. A Torony név az azonos nevű Bosanski Novi közelében fekvő boszniai és a Mosztar közelében található hercegovinai Blagaj váraktól különböztette meg. A török támadások a 15. század elején kezdődtek ezen a területen. A bosnyák királyság bukásával a 15. század végén, valamint a vesztes korbáviai és mohácsi csaták eredményeként drasztikus változás következett be a térség katonai helyzetében. A törökök elfoglalták Likát és Korbáviát, Likából 1527-ben török szandzsákot alakítottak ki. Torony vára egy csapásra a török elleni védelem első vonalába került. 1561-ben a török már Szluint is sikertelenül ostromolta. Lenkovics generális 1563-ban azt írja róla, hogy a Korana mentén Torony vára az egyetlen, amit Blagaji Ferenc gróf még védeni tud. A határőrvidék 1572-es költségvetése a vár védelmére mindössze hatfős őrséget biztosít havi 19 forint fizetséggel.
1574-ben a horvát szábor ülésén Blagaji Ferenc és Frangepán Miklós terzsáci várúr kérelmezi, hogy birtokaikat a császári határőrség katonái ne fosztogassák. A szábor ebben az évben elrendeli a vár megerősítését is. Ehhez a bosiljevoi uradalomnak tizenkét szekeret és száz napi robotot kellett adnia. Az 1576-os esztendő nagy megpróbáltatást hozott a Korana mentére. Február 5-én Kapidzsi boszniai pasa kétezer lovassal támadt a vidékre, hogy lakosságát rabságba hurcolja. December 1-jén Torony és Szkrad várainak környékére rontott és újabb 170 foglyot ejtett. Az események hatására a vár őrségét 40-re emelték. 1582-ben Turn generális a várfalak kijavítását határozta el, ennek ellenére Hasszán boszniai pasa 1584-ben mégis elfoglalta a várat és a Kulpáig a teljes horvát területet. A vár ezután hosszú évekre romos, vidéke pedig kihalt maradt. 1699-ben a karlócai béke értelmében a környék megszabadult a török uralomtól és megindult a szerb és horvát lakosság betelepülése. A Blagajiak Kočevje környékéről német kézműveseket is telepítettek ide. A mai blagaji lakosság azonban mégsem a Blagaji grófok telepítése. A katolikus lakosság, amely 1700-ban harminc család volt Fiume megyéből érkezett. Később azonban a császári hivatalnokok túlkapásai és a megnövekedett robotterhek miatt sokan továbbálltak. Torony várát 1699 után alapjaitól felújították és védelmére a később Veljunban állomásozott zászlóaljat vezényelték. 1865-ben végleg elhagyták és lerombolták.
Blagaj már a 14. században plébánia központja volt. Középkori temploma a 16. században a török hódítás során pusztult el. A visszatért horvát lakosság a középkori templom maradványain 1776-ban új templomot épített. A templom 1806-tól plébániatemplom, ismét önálló plébánia székhelye. A hívek 1904-ben új templomot építettek, ezt a partizánok 1942-ben a plébánia épületével együtt felgyújtották. A háború után újjáépítették, de 1991-ben miután a szerbek a falut elfoglalták a templomot újra lerombolták. A dinamitot a kórus alá helyezték és a robbanás következtében az épület a harangtoronnyal együtt összedőlt. 2001-ben a templomot teljesen újjáépítették. A plébánia épülete újjáépítésre vár.
A falunak 1857-ben 483, 1910-ben 649 lakosa volt. Trianonig Modrus-Fiume vármegye Szluini járásához tartozott. 2011-ben 29 lakosa volt.

## Lakosság
| Lakosság változása | Lakosság változása | Lakosság változása | Lakosság változása | Lakosság változása | Lakosság változása | Lakosság változása | Lakosság változása | Lakosság változása | Lakosság változása | Lakosság változása | Lakosság változása | Lakosság változása | Lakosság változása | Lakosság változása | Lakosság változása |
| ------------------ | ------------------ | ------------------ | ------------------ | ------------------ | ------------------ | ------------------ | ------------------ | ------------------ | ------------------ | ------------------ | ------------------ | ------------------ | ------------------ | ------------------ | ------------------ |
| 1857               | 1869               | 1880               | 1890               | 1900               | 1910               | 1921               | 1931               | 1948               | 1953               | 1961               | 1971               | 1981               | 1991               | 2001               | 2011               |
| 483                | 562                | 533                | 574                | 585                | 649                | 553                | 626                | 487                | 417                | 345                | 219                | 104                | 128                | 38                 | 29                 |

## Nevezetességei
- Torony (Blagaj) várának romjai[4] a Korana feletti magaslaton állnak. A vár hosszúkás téglalap alaprajzú volt, melynek közepén egy négyszögletes erős torony állt, de ennek mára nyoma sem maradt. A vár egyik oldalán két kerek torony állt. A vár körül állt a külsővár. Ma a falak helyenként emelet magasságúak, de nagyon romosak. Az egykori vár alakja nehezen felismerhető.
- A Szentlélek tiszteletére szentelt katolikus temploma 1904-ben épült a középkori templom alapjain. 1942-ben felégették, 1991-ben felrobbantották. A mai templom 2001-ben épült.